# Ivan (cantante)
Ivan, pseudonimo di Aljaksandr Viktaravič Ivanoŭ (in bielorusso Аляксандр Віктаравіч Іваноў?; in russo Александр Викторович Иванов?, Aleksandr Viktorovič Ivanov; Homel', 29 ottobre 1994), è un cantante e musicista bielorusso con cittadinanza russa.
Ha rappresentato la Bielorussia all'Eurovision Song Contest 2016 con la canzone Help You Fly (Ti aiuto a volare). Avrebbe inoltre dovuto rappresentare la Russia all'Intervision 2015, ma l'evento non ebbe luogo.

## Biografia
Nato a Homel' in Bielorussia, vive a Mosca in Russia. A otto anni inizia a prendere lezioni di canto e chitarra. Nel 2009 si trasferisce a San Pietroburgo dove fonda il suo gruppo rock "Ivanov", con cui registra quattro canzoni: "Продолжая путь" ("Continuando il percorso"), "Где" ("Altrove"), "На встречной полосе" ("Sulla corsia opposta") e "Белая душа" ("Anima bianca").
Nel 2013 partecipa alla seconda stagione dello show televisivo russo "Битва хоров" (Battaglia dei Cori), cantando nel coro di San Pietroburgo (diretto da Viktor Drobysh), che giunge al secondo posto.
Vince l'Eurofest e nel giugno 2014 il concorso "Cinque Stelle" a Jalta per la selezione dell'artista che avrebbe cantato all'Intervision 2015 (la cui edizione, 34 anni dopo l'ultima, fu annunciata per condannare la "decadenza morale dell'occidente" a seguito della vittoria di Conchita Wurst all'Eurovision 2014; in seguito il festival Intervision fu poi posticipato a data da destinarsi). Nel 2015 giunge al secondo posto nella trasmissione televisiva russa "Главная сцена" ("Scena principale").
Nel 2015, la televisione pubblica bielorussa annunciò l'elenco dei dieci artisti che avrebbero partecipato alla selezione nazionale della Bielorussia all'Eurovision Song Contest 2016. Prima della serata finale, il cantante ha adottato lo pseudonimo di Ivan, il quale, a suo parere, rappresenterebbe il nome dell'eroe slavo Ivan e del cavaliere medievale Ivanhoe. Durante la finale del 22 gennaio 2016 ottiene 23.167 voti da parte degli spettatori, vincendo il concorso e conquistando così il diritto di rappresentare la Bielorussia all'Eurovision 2016. Ivan si è esibito nella seconda semifinale dell'Eurovision, svolta il 12 maggio 2016 a Stoccolma, ma non si è qualificato per la finale.

## Discografia

### Singoli

#### Come parte degli Ivanov
- 2009 - Prodolzhaya put'
- 2009 - Gde
- 2009 - Na vstrechnoy polose
- 2009 - Belaya dusha

#### Come solista
- 2015 – Krest i ladon
- 2015 – Diamond
- 2015 – Etot mir
- 2015 – Vybirai
- 2016 - Help You Fly
- 2016 - Ne strelyai
- 2016 - Kino o lyubvi (feat. Irina Allegrova)
- 2017 - Chuzhaya
- 2018 - Invisible
- 2018 - Bez menya (con Roman Arhipov)
- 2018 - Snova tebja zabyvaju